# Empathie
 (janvier 2018).

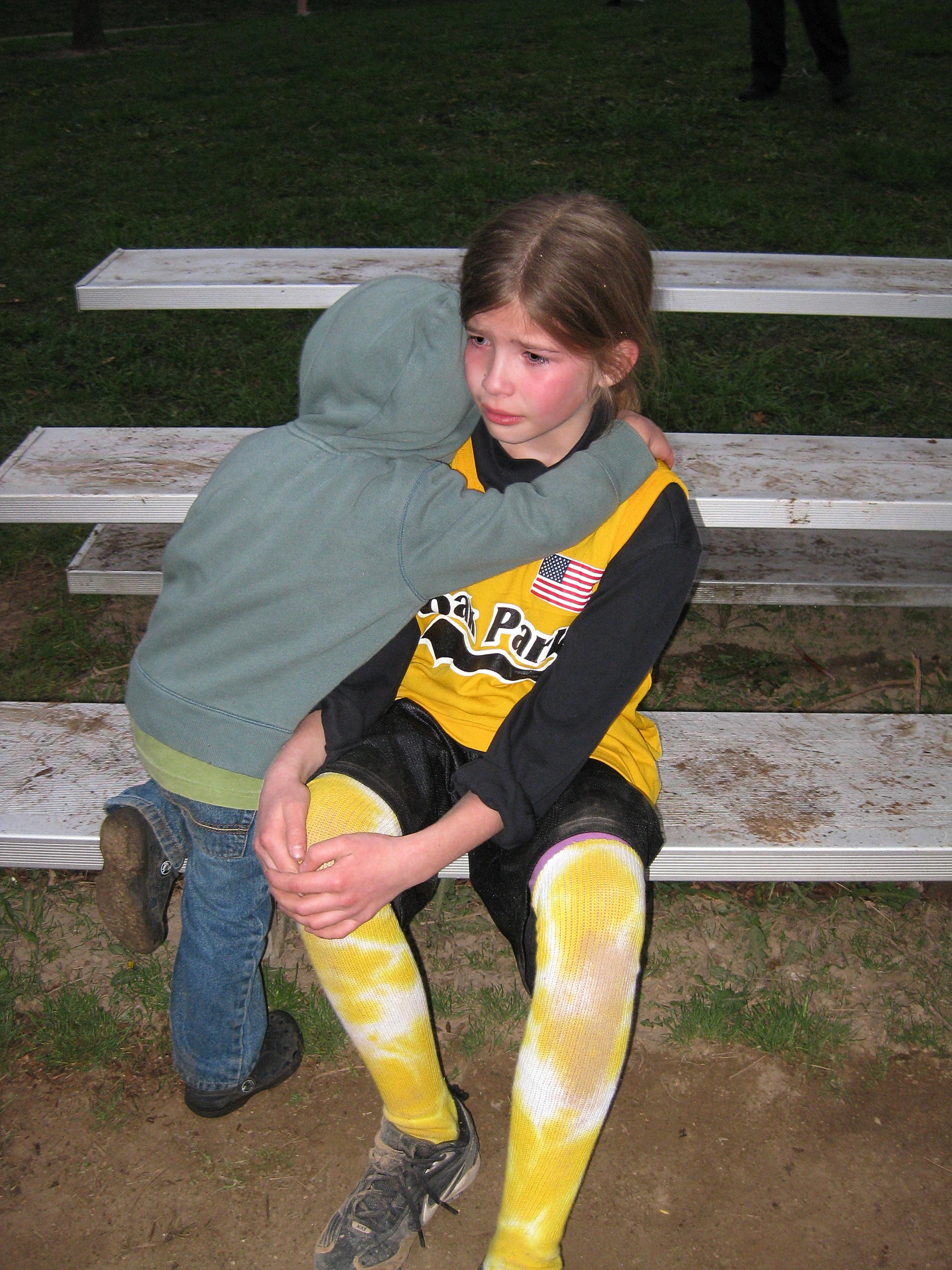
La plupart des êtres humains, dès l'enfance, sont doués d'empathie, notamment face à la douleur physique ou morale éprouvée par autrui.

L'empathie — du grec ancien ἐν / en, « dans, à l'intérieur », et πάθoς / páthos, « souffrance, ce qui est éprouvé » — est la reconnaissance et la compréhension des sentiments et des émotions d'un autre individu. Dans un sens plus général, elle représente la reconnaissance des  états non émotionnels de l'autre, comme ses croyances. Dans ce dernier cas, il est plus spécifiquement question de l'empathie cognitive.
Dans le langage courant, le phénomène d'empathie est souvent illustré par l'expression « se mettre à la place de l'autre ».
Cette compréhension se produit par une décentration de la personne (ou de l'animal) et peut mener à des actions liées à la survie du sujet visé par l'empathie, indépendamment, et parfois même au détriment des intérêts du sujet ressentant l'empathie.
Dans l'étude des relations interindividuelles, l'empathie est donc différente des notions de sympathie, de compassion, d'altruisme ou de contagion émotionnelle, qui peuvent lui être associées.

## Apports théoriques: histoire et chercheurs
Le terme empathie (en allemand Einfühlung) est créé par le philosophe Robert Vischer en 1873 dans sa thèse de doctorat Über das optische Formgefühl pour désigner l'empathie esthétique, soit le mode de relation qu'un sujet entretient avec une œuvre d'art permettant d'accéder à son sens.
Le mot « empathie » est par la suite réutilisé en philosophie de l'esprit par Theodor Lipps (une influence reconnue de Sigmund Freud et des phénoménologues) pour désigner, dans ses premiers écrits, le processus par lequel « un observateur se projette dans les objets qu'il perçoit ». Plus tard, Lipps introduit la dimension affective dont hérite la conception moderne : l'Einfühlung caractériserait par exemple le mécanisme par lequel l'expression corporelle d'un individu dans un état émotionnel donné déclencherait de façon automatique ce même état émotionnel chez un observateur. D'autres sources attribuent la première utilisation du terme à Vitalis en 1798, dont C. G. Jung s'est inspiré.
Le terme est ensuite repris par Karl Jaspers puis par Sigmund Freud en 1905 dans Der Witz und seine Beziehung zum Unbewussten,.
Dès 1907, on trouve le terme en français dans L'activité psychique et la vie de Vladimir Mikhailovich Bekhterev.
En 1909, le terme anglais est inséré par Edward Titchener dans un essai de traduction du mot allemand Einfühlungsvermögen, en relation avec l'analyse de Theodor Lipps. Plus tard, il est rétrotraduit en allemand par Empathie.
C'est dans la traduction des écrits de Lipps par Titchener que le mot empathy est introduit en langue anglaise puis en français, d'abord sous la forme intropathie (notamment chez les traducteurs de Husserl), avant que le terme empathie ne s'impose.
Dans une perspective différente, Wilhelm Dilthey fit usage du vocable hineinversetzen (« se mettre à la place de », traduit en empathie) désignant une capacité intellectuelle de transposition, sous-jacente dans sa théorie à la capacité de compréhension du monde. Mais Dilthey lui-même n'utilisa pratiquement pas le terme Einfühlung, dont il voyait des connexions certes, mais peu claires avec son concept de transposition.
Le livre de Geoffrey Miller The Mating Mind défend le point de vue selon lequel l'empathie se serait développée parce que « se mettre à la place de l'autre » pour savoir comment il pense et va peut-être réagir constitue un important facteur de survie dans un monde où l'homme est sans cesse en compétition avec l'homme. L'auteur explique ensuite que le processus darwinien n'a pu que la renforcer du fait qu'il influait sur la survie et qu'au fil du temps s'est dégagée une espèce humaine qui attribuait une personnalité à à peu près tout ce qui l'entourait. Il voit là une origine probable de l'animisme et plus tard du panthéisme, donc à l'apparition des premières formes de religions.
Au cours du XXe siècle, le concept d'empathie se répandit dans les sciences humaines. Cette notion fit l'objet de nombreuses réflexions en psychiatrie ou en psychanalyse avec les théories de Heinz Kohut et de la part de théoriciens et praticiens de la relation, notamment Carl Rogers.
Des travaux ayant montré qu'un déficit dans l’intelligence sociale peut survenir indépendamment des déficits dans les autres secteurs de la cognition, des philosophes, à la fin des années 1970, nommèrent théorie de l'esprit la capacité à comprendre tous les types d'états mentaux, et son absence comme cause de ce déficit.
Depuis, les recherches sur l’empathie, et ses liens avec la théorie de l'esprit, se développent.

## Conceptions contemporaines
Selon les contextes, l'empathie désigne aujourd'hui à la fois une aptitude psychologique et les mécanismes qui permettent la compréhension des ressentis d'autrui.
Ainsi, en psychologie de la personnalité, différents questionnaires permettent de mesurer la disposition empathique d'un individu (en l'interrogeant sur des situations imaginaires) et divers protocoles expérimentaux ont été proposés pour mettre en évidence et analyser la réponse empathique réelle d'un individu dans des situations concrètes.

### Empathie émotionnelle et empathie cognitive
Les recherches récentes ont amené à distinguer le concept d'empathie émotionnelle, qui désigne la capacité à ressentir les états affectifs d'autrui, du concept d'empathie cognitive, c'est-à-dire la capacité à comprendre les états mentaux d'autrui, utilisé en théorie de l'esprit.
Pour Jean Decety de l'université de Chicago, l’empathie, capacité à partager les émotions avec autrui, sans confusion entre soi et l’autre, est un puissant moyen de communication interindividuelle et l’un des éléments clés dans la relation thérapeutique. Cet auteur propose un modèle multidimensionnel de l’empathie dont la résonance affective, la souplesse mentale pour adopter le point de vue subjectif d’autrui, la régulation des émotions constituent les composantes de base. Ces composantes sont modulées par des processus motivationnels et attentionnels et sont sous-tendues par des systèmes neuro-cognitifs distribués et dissociables. On peut, à partir de ce modèle fonctionnel, prédire des troubles de l’intersubjectivité et de l’empathie distincts selon que l’un ou l’autre des composants est endommagé, ou non opérationnel,.
L'empathie est parfois distinguée de la sympathie, de la compassion et de la contagion émotionnelle par le fait que la réponse empathique aux états affectifs d'autrui se produit sans que l'on ressente soi-même la même émotion, ou même une émotion quelle qu'elle soit.

### Empathie et sympathie
Les théories modernes distinguent également l'empathie de la sympathie.
Cette dernière consiste aussi à comprendre les affections d'une autre personne, mais elle comporte une dimension affective supplémentaire : alors que l'empathie repose sur une capacité de représentation de l'état mental d'autrui indépendamment de tout jugement de valeur, la sympathie est une réponse motivationnelle qui repose sur une proximité affective avec la personne qui en est l'objet, et vise donc à améliorer son bien-être. Dans l'interprétation de Lauren Wispé, « dans l'empathie le soi est le véhicule pour la compréhension [d'autrui], et il ne perd jamais son identité. La sympathie, par contre, vise à la communion plus qu'à l'exactitude et la conscience de soi est réduite plutôt qu'augmentée ».
Toujours selon Wispé, « l'objet de l'empathie est la compréhension. L'objet de la sympathie est le bien-être de l'autre. […] En somme, l'empathie est un mode de connaissance ; la sympathie est un mode de rencontre avec autrui ».
Les définitions de l'empathie recouvrent ainsi un large spectre car cette capacité a plusieurs composantes qui font appel à des mécanismes neurologiques distincts mais complémentaires : la première composante, inconsciente et assez répandue dans le monde animal (mammifères, oiseaux), est la capacité à partager les émotions et les intentions des autres ; la deuxième est l'envie d'aider, de consoler, qui s'est développée chez les espèces animales, notamment dans la relation mère-enfant ; la troisième, plus consciente, consiste non plus seulement à se mettre à la place de l'autre, mais à l'imaginer et s'imaginer soi-même de l'extérieur.
Lamoureux distingue ainsi la sympathie de l'empathie. La sympathie fait ressentir l'émotion que ressent l’autre, partager sa souffrance et devenir préoccupé, car on s’imagine vivre la situation. Ainsi, on augmente son propre niveau de stress. L'empathie, met dans la peau de l’autre et fait comprendre qu’il vit une émotion sans toutefois que l'on s’approprie la situation de l’autre. Ainsi, on garde une distance psychologique et on préserve sa propre santé.

## Neurosciences
L'empathie a récemment fait l’objet de nombreuses investigations neurophysiologiques chez l’adulte et l’enfant, principalement en utilisant les techniques d’imagerie cérébrale fonctionnelle. Par exemple, les recherches de Jean Decety indiquent que lorsque nous percevons autrui dans des situations douloureuses dont la cause est accidentelle (par exemple se couper en cuisinant), certaines régions impliquées dans le traitement de la douleur physique sont actives chez l’observateur. Le physicien Pierre Papon explique ainsi : « On fait subir à la première une légère douleur, et l'on voit une région précise de son cerveau « s'illuminer » lorsqu'elle la ressent. La personne voisine, qui observe la scène sans être manipulée et donc sans rien sentir sur le plan physique, présente une image IRM comparable au même moment, tout simplement par empathie. On arrive donc à mettre en évidence un sentiment ». Lorsqu'on présente à des personnes des images qui suggèrent qu'une autre personne a mal, un tiers des personnes ressentent une douleur au même endroit de leur corps (empathie sensorielle), deux tiers sont perturbées mais ne ressentent pas elles-mêmes la douleur (empathie affective).
Ce circuit neuronal inclut le cortex insulaire, le cortex somatosensoriel, le cortex cingulaire antérieur et la substance grise périaqueducale,,,.
Ce mécanisme de résonance sensori-somatique entre autrui et soi, relativement primitif sur les plans évolutif et ontogénétique (il semblerait en place dès la naissance), joue un rôle crucial dans le développement de l’empathie et du raisonnement moral, en nous permettant de partager la détresse des autres et de déclencher une inhibition des comportements agressifs. Dans le cas de la douleur, il semblerait que nous soyons prédisposés à ressentir la détresse des autres comme un stimulus aversif, et que nous apprenions à éviter les actions associées à cette détresse.
Ceci est le cas pour de nombreuses espèces de mammifères, incluant les rongeurs. Par exemple, un rat qui a appris à appuyer sur un levier pour obtenir de la nourriture arrêtera de s’alimenter s’il perçoit que son action (appuyer sur le levier) est associée à la délivrance d’un choc électrique à un autre rat. Ce mécanisme de partage de la détresse de l’autre est modulé non consciemment (il peut être inhibé ou augmenté) par divers facteurs sociaux, comme les relations interpersonnelles ou l’appartenance à un groupe (ethnique, politique, religieux). Il ne serait en effet pas adaptatif d’éprouver la détresse d’un ennemi de la même façon que pour un individu qui appartient au même groupe.
Selon une autre piste, les neurones miroirs agissent de la même manière lors de l'observation que lors de la production (par exemple d'un mouvement), et ils semblent fortement impliqués dans les processus d'apprentissage dans lesquels l'importance du rôle émotionnel est connue. En fait, cette association entre perception et action est considérée importante quant à la formation de la sensibilité interpersonnelle d'un individu.
Cette forme d'empathie « de l'immédiateté » pourrait expliquer la communication avec les malades d'Alzheimer car l'aire de Broca, aire principale des neurones miroirs, est fort éloignée de l'hippocampe où débute la maladie.
Le degré d'activation des zones cérébrales liées à l'empathie est un indicateur de la force avec laquelle l'empathie est ressentie. Ce degré d'activation peut être déterminé grâce à l'imagerie fonctionnelle (IRMf) et permet de produire des cartes du réseau neuronal de l'empathie.
Une étude sur le cortex insulaire a montré que l'activation du cortex insulaire antérieur des participants, qu'ils soient atteints d'un TSA ou non, était proportionnelle à leur degré d'alexithymie. En d’autres termes, plus ils arrivaient à comprendre leurs propres émotions, plus ils étaient capables de comprendre celles des autres.

## Éthologie et empathie interspécifique
Après une période où la « science » a mis en avant l'instinct animal, Konrad Lorenz a expérimentalement montré comment des animaux tels que les oiseaux sont marqués après la naissance par l'imitation du « modèle parental » ou de ce qui en tient lieu. D'autres auteurs ont ensuite estimé que l'empathie vient naturellement aux humains mais aussi à des animaux dits « évolués » (mammifères sociaux tels que les éléphants, chimpanzés, bonobos, singes capucins, mais aussi des mammifères marins tels que les dauphins, les baleines) qui, selon de nombreux témoignages, peuvent s'entraider voire se mobiliser pour sauver la vie de congénères. C'est ce que Frans de Waal évoque dans un livre intitulé L'âge de l'empathie : leçons de la nature pour une société solidaire, qui montre que le combat de la vie, souvent mis en exergue pour expliquer l'éthologie, peut aussi se traduire par des comportements de solidarité qui semblent parfois mettre en jeu l'empathie.
Par ailleurs, les humains peuvent également être en empathie pour d'autres espèces. Une étude de Miralles et al. en 2019 montre que plus les espèces sont phylogénétiquement proches de nous, plus nous sommes enclins à être en empathie (et à ressentir de la compassion) à leurs égards.

## Empathie en psychologie
Par opposition, la définition de Geoffrey Miller dans The Mating Mind identifie l'empathie comme une pratique volontaire de l'identification à l'autre. Selon cet auteur, l'empathie se serait développée parce que « se mettre à la place de l'autre » pour savoir comment il pense et va peut-être réagir constitue un important facteur de survie dans un monde où l'homme est sans cesse en compétition avec l'homme.

## En dehors des approches liées à la psychologie
Une notion différente de l'empathie est développée dans l'ouvrage Pratique de la médiation de Jean-Louis Lascoux, avec le néologisme alterocentrage,.

## Éducation, enseignement
Il a été montré que chez l'adulte, la lecture de fictions littéraires aide à mieux identifier les émotions, pensées et sentiments exprimés par autrui. On a aussi montré que l'enfant se montre plus honnête et empathique (avec amélioration de son vocabulaire émotionnel, de ses connaissances émotionnelles explicites, de sa capacité à reconnaitre des émotions dissimulées et des émotions mélangées) après des lectures mettant en avant des comportements empathiques et généreux ; et ses progrès sont plus efficaces si le personnage de l'histoire est un humain plutôt qu'un animal anthropomorphisé vis-à-vis d’autres animaux anthropomophisés,.
Le Danemark est le seul pays au monde où des cours d'empathie sont obligatoires pour les enfants de 6 à 16 ans, à raison d'une heure par semaine,, en application d'une loi de 1993 relative à l’éducation.

### Sources et bibliographie
- Kohut, H., Analyse et guérison, éd. Presses universitaires de France, collection Le fil rouge, Paris, 1991
- « Argument », Revue française de psychanalyse, Presses Universitaires de France, vol. 68, no 3,‎ 1er juin 2004, p. 757-762 (ISBN 2130545688, ISSN 0035-2942, DOI 10.3917/rfp.683.0757, résumé, lire en ligne)
- Louise de Urtubey, « Freud et l'empathie », Revue française de psychanalyse, Presses Universitaires de France, vol. 68, no 3,‎ 1er juin 2004, p. 863-875 (ISBN 2130545688, ISSN 0035-2942, DOI 10.3917/rfp.683.0863, résumé, lire en ligne)
- Berthoz, A., Jorland, G., L’empathie, éds. Odile Jacob, Paris, 2004
- Horacio Etchegoyen, Fondements de la technique psychanalytique, éd. Hermann, 2005  (ISBN 270566517X)
- Decety, J., & Ickes, W., The Social neuroscience of empathy, éd. Cambridge: MIT Press, 2009
- de Waal Franz.B.M. (2010) L'âge de l'empathie ; Leçons de la nature pour une société solidaire, éd. Les Liens qui Libèrent, 392 pages, 2010
- de Waal F.B.M (2012) The Antiquity of Empathy; Science 18 May 2012: Vol. 336 no. 6083 pp. 874-876 ; DOI: 10.1126/science.1220999 (« résumé », sur www.sciencemag.org (consulté le 30 juin 2016)).
- Jean-Philippe Faure & Céline Girardet, L’empathie ou Le pouvoir de l’accueil, Éditions Jouvence, 2004
- Hochmann J (2012 ), Une histoire de l'empathie, éds. Odile Jacob,  (ISBN 2738127924)
- (en) Jaak Panksepp, « Empathy and the Laws of Affect », Science, vol. 334, no 6061,‎ 9 décembre 2011, p. 1358–1359 (ISSN 0036-8075 et 1095-9203, PMID 22158811, DOI 10.1126/science.1216480, lire en ligne, consulté le 14 septembre 2020)
- Seyfartha RM & Cheney D.L (2013) Affiliation, empathy, and the origins of theory of mind ; Proc. Natl. Acad. Sci. USA 18 June 2013: 10349-10356 (« résumé », sur pnas.org (consulté le 30 juin 2016)).
- Carl Ransom Rogers (trad. de l'anglais par Eleonore Lily Herbert, préf. Max Pagès), Le développement de la personne, Paris, InterÉditions, 2005, 274 p., 1 vol. (XVI-274 p.) : ill., couv. ill. en coul. ; 24 cm (ISBN 2-10-049238-1, BNF 39983826)
- Serge Tisseron, Empathie et manipulations : Les pièges de la compassion, Paris, Albin Michel, 2017, 177 p.  (ISBN 978-2-226-39622-8)
- (en) « Toward a consensus on the nature of empathy: A review of reviews », Patient Education and Counseling,‎ 19 août 2020 (ISSN 0738-3991, DOI 10.1016/j.pec.2020.08.022, lire en ligne, consulté le 14 septembre 2020)